# Nick Symmonds
Nicholas Symmonds, detto Nick (Sun Valley, 30 dicembre 1983), è un mezzofondista statunitense, specializzato negli 800 metri piani.

## Biografia
Nato a Sun Valley, Idaho, dove il padre Jeffrey Symmonds era chirurgo, e sua madre, Andrea, una insegnante, crebbe a Boise e si diplomò nel 2002 alla Kelly Bishop High School di quella città. Al liceo vinse i campionati statali negli 800 metri piani (record personale 1'53"), 1600 metri (record personale 4'20") e 3200 metri (gare individuali) e nella staffetta 4×400 metri.
Scelse di frequentare la Willamette University di Salem rispetto ad altre scuole che avrebbero potuto offrirgli borse di studio per praticare l'atletica leggera. A Willamette, una scuola NCAA Division III, Symmonds si laureò in biochimica nel 2006 e divenne membro della confraternita Sigma Chi. In pista all'aperto vinse il campionato NCAA degli 800 metri gareggiando in tutti e quattro gli anni e il campionato NCAA dei 1500 metri piani gareggiando come matricola, juniores e seniores. Symmonds è stato il migliore studente del college negli 800 metri (1'45"83). Attualmente è il primo classificato nella NCAA Division III di sempre.
Symmonds è cinque volte campione nazionale degli 800 metri ed ha gareggiato in questa disciplina alle ultime due Olimpiadi, raggiungendo le semifinali a Pechino 2008, mentre a Londra 2012 ha concluso quinto in finale, con il suo record personale di 1'42"95. Ha vinto la medaglia d'argento negli 800 metri ai Mondiali di Mosca 2013, dopo aver concluso al sesto posto la finale mondiale del 2009 e quinto in quella del 2011.

## Palmarès
| Anno | Manifestazione  | Sede     | Evento      | Risultato  | Prestazione | Note                                     |
| ---- | --------------- | -------- | ----------- | ---------- | ----------- | ---------------------------------------- |
| 2007 | Mondiali        | Osaka    | 800 m piani | Semifinale | 1'46"41     |                                          |
| 2008 | Mondiali indoor | Valencia | 800 m piani | 6º         | 1'46"48     | Miglior prestazione personale            |
| 2008 | Giochi olimpici | Pechino  | 800 m piani | Semifinale | 1'46"96     |                                          |
| 2009 | Mondiali        | Berlino  | 800 m piani | 6º         | 1'45"71     |                                          |
| 2010 | Mondiali indoor | Doha     | 800 m piani | Batteria   | dq          |                                          |
| 2011 | Mondiali        | Taegu    | 800 m piani | 5º         | 1'45"12     |                                          |
| 2012 | Giochi olimpici | Londra   | 800 m piani | 5º         | 1'42"95     | Miglior prestazione personale            |
| 2013 | Mondiali        | Mosca    | 800 m piani | Argento    | 1'43"31     | Miglior prestazione personale stagionale |
| 2014 | Mondiali indoor | Sopot    | 800 m piani | Batteria   | 1'47"29     | Miglior prestazione personale stagionale |

## Altre competizioni internazionali
- Oro all'Osaka Grand Prix ( Osaka), 800 m piani - 1'49"45

2009
- Oro al DécaNation ( Parigi), 800 m piani - 1'48"68

2012
- Oro al DécaNation ( Albi), 800 m piani - 1'47"96